# Euphorbia boivinii
Euphorbia boivinii is een plantensoort uit de familie Euphorbiaceae. De soort is endemisch in Madagaskar.

## Verspreiding
Drie ondersoorten worden onderscheiden:
- Euphorbia boivinii subsp. boivinii
- Euphorbia boivinii subsp. minor
- Euphorbia boivinii subsp. oreades

Deze komen voor in tropische regenwouden en subtropische bossen.
Euphorbia boivinii subsp. boivinii komt voor op het eiland Nosy Be in Noordwest-Madagaskar en verder rond diverse plaatsen in Oost-Madagaskar, waaronder Tamatave, Betampona Reserve, Maroantsetra, Nationaal Park Masoala en de eilanden Île Sainte-Marie en Nosy Mangabe.
Euphorbia boivinii subsp. minor komt voor in Zuid-Madagaskar, bij Fort Dauphin en bij Col du Manangotry in het Nationaal park Andohahela.
Euphorbia boivinii subsp. oreades komt voor in zowel Centraal-Madagarkar, (Ankaratra, Lac Alaotra, Pic d’Ivohibe, Zakamena Reserve) als Noordwest-Madagaskar, (Sambirano, Manongarivo Reserve) en Oost-Madagaskar (kustgebieden).
De soort wordt bedreigd door habitatsvermindering en bosbranden, maar komt voor in beschermde gebieden. De plant staat op de Rode Lijst van de IUCN geklasseerd als 'niet bedreigd'.
... · 
E. abdelkuri · 
E. abyssinica · 
E. acanthothamnos · 
E. actinoclada · 
E. adenopoda · 
E. alcicornis · 
E. alfredii · 
E. alluaudii · 
E. ambarivatoensis · 
E. ambovombensis · 
E. amygdaloides (Amandelwolfsmelk) · 
E. analalavensis · 
E. ankaranae · 
E. ankarensis · 
E. ankazobensis · 
E. antiquorum · 
E. antso · 
E. aprica · 
E. arahaka · 
E. aureoviridiflora · 
E. balsamifera · 
E. banae · 
E. beharensis · 
E. bemarahaensis ·
E. berorohae · 
E. biaculeata · 
E. boissieri · 
E. boiteaui · 
E. boivinii · 
E. bongolavensis · 
E. bosseri · 
E. brachyphylla · 
E. caducifolia · 
E. candelabrum · 
E. cap-saintemariensis · 
E. capmanambatoensis · 
E. capuronii · 
E. caput-aureum · 
E. cedrorum · 
E. cyparissias (Cipreswolfsmelk) · 
E. dulcis (Zoete wolfsmelk) · 
E. epithymoides (Kleurige wolfsmelk) · 
E. erythraea ·
E. esula (Heksenmelk) · 
E. exigua (Kleine wolfsmelk) · 
E. handiensis ·
E. helioscopia (Kroontjeskruid) · 
E. ingens · 
E. lacei · 
E. lactea · 
E. lathyris (Kruisbladige wolfsmelk) · 
E. leuconeura · 
E. neriifolia · 
E. officinarum · 
E. palustris (Moeraswolfsmelk) · 
E. paralias (Zeewolfsmelk) · 
E. peplus (Tuinwolfsmelk) · 
E. platyphyllos (Brede wolfsmelk) · 
E. portlandica (Kustwolfsmelk) · 
E. pulcherrima (Kerstster) · 
E. regis-jubae · 
E. resinifera · 
E. royleana · 
E. seguieriana (Zandwolfsmelk) · 
E. stenoclada · 
E. stricta (Stijve wolfsmelk) · 
E. tirucalli · 
E. verrucosa (Wrattige wolfsmelk) · 
E. waringiae · 
...